# IC 334
IC 334 је галаксија у сазвјежђу Жирафа која се налази на листи објеката дубоког неба у Индекс каталогу.
Деклинација објекта је + 76° 38' 15" а ректасцензија 3h 45m 17,1s. Привидна величина (магнитуда) објекта IC 334 износи 11,9 а фотографска магнитуда 12,5. Налази се на удаљености од 37,3 милиона парсека од Сунца. IC 334 је још познат и под ознакама UGC 2824, MCG 13-3-7, CGCG 346-6, PGC 13759.